# Швейкин, Николай Григорьевич
Николай Григорьевич Швейкин (род. 2 октября 1949, Кыштым, Челябинская область) — советский и российский тренер по дзюдо и самбо.

## Биография
Родился в городе Кыштым Челябинской области. В 1979 году окончил Альметьевский техникум физической культуры.
За время работы создал 4 школы дзюдо в населённых пунктах Набережные Челны, Усинск, Шепси (Туапсинский район) и Казань. В Казани является вице-президентом Детского спортивно-патриотического клуба «Нур».
Валерий Мирошников написал про Швейкина две книги: «За каждого человека надо бороться» (2020) и «Экспедиция за татами. Большое путешествие Николая Швейкина» (2024)

## Спортивная карьера
Стаж работы с детьми — 55 лет. Воспитал победителей и призёров первенств СССР и России. Ученики Швейкина:
- Альфия Кагирова стала победительницей первенства России по дзюдо и самбо,
- Алмиз Салимуллин стал призёром спартакиады школьников России,
- Мария Шекерова стала многократной победительницей и призёркой России по дзюдо и самбо, бронзовой призёркой международного турнира по дзюдо «Гран-при Тбилиси — 2014»[3].

## Награды
- Знак «Отличник ФКиС Республики Татарстан»
- Почётный знак «За заслуги в развитие ФКиС в Республике Татарстан»
- Заслуженный тренер России по дзюдо
- Ветеран труда
- Заслуженный работник физической культуры Республики Татарстан